# 封面女郎 (電影)
《封面女郎》（英語：Cover Girl）是由麗塔·海華斯和金·凱利於1944年主演的美國歌舞片。這套美國電影有幾首著名歌曲：Long ago and far away、cover girl等。

## 外部連結
- 互联网电影数据库（IMDb）上《封面女郎》的资料（英文）
- 《封面女郎》劇照 （页面存档备份，存于）